# 1922年の航空
< 1922年
1921年の航空 - 1922年の航空 - 1923年の航空

## 航空に関する出来事

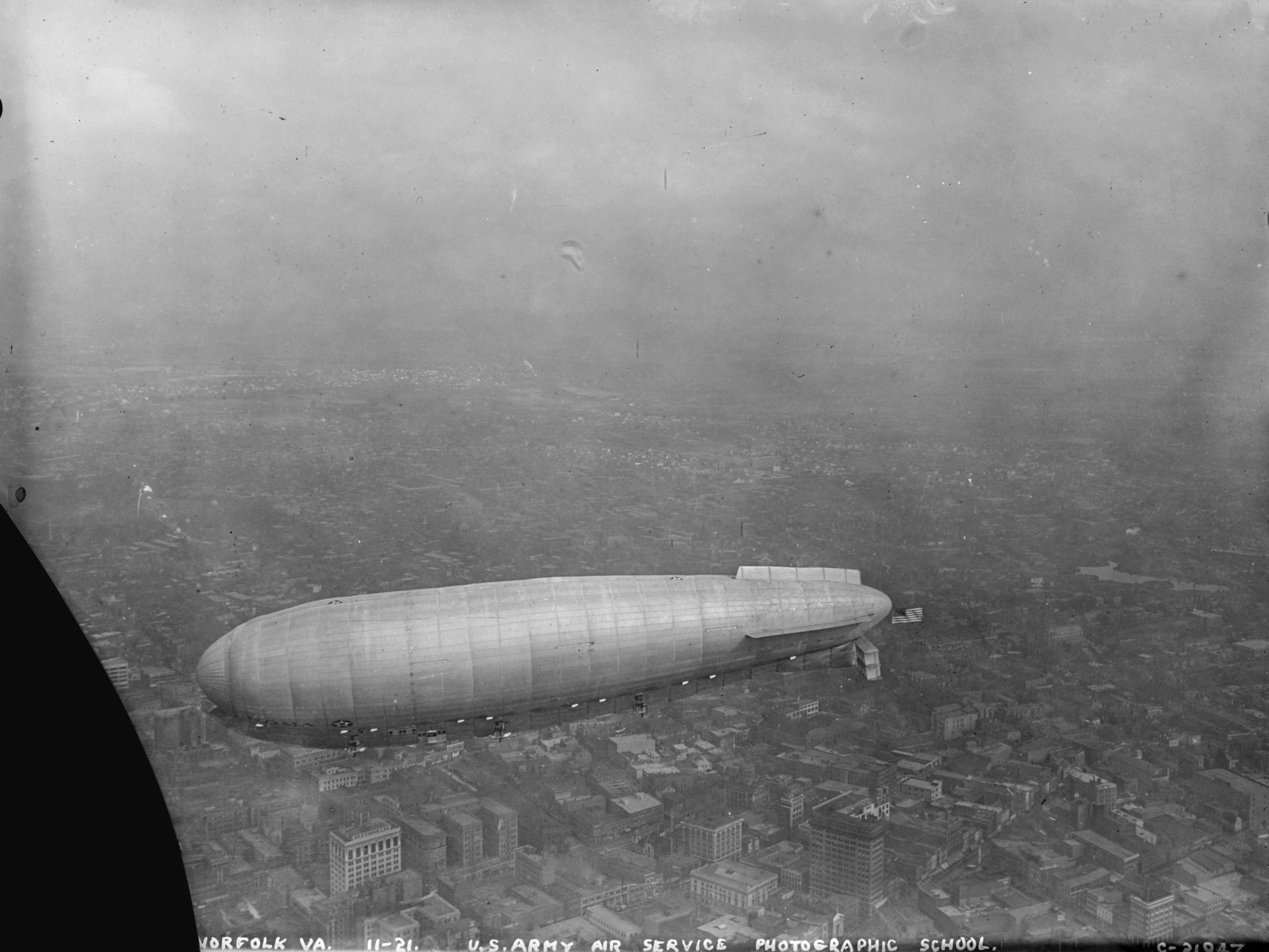
飛行船ローマ

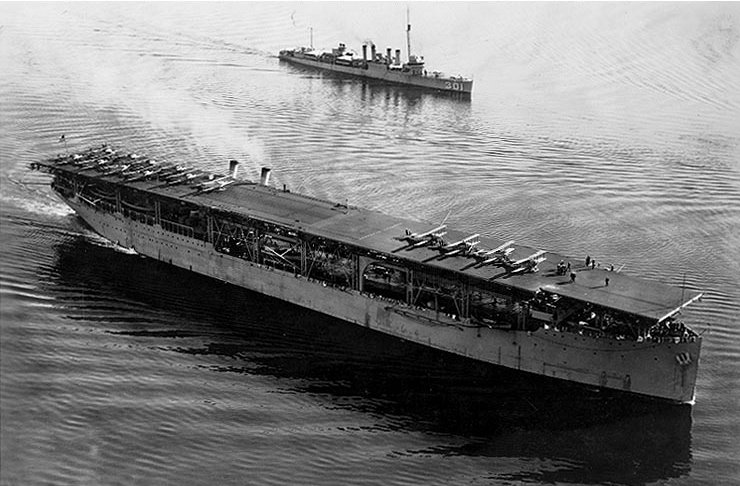
ラングレー

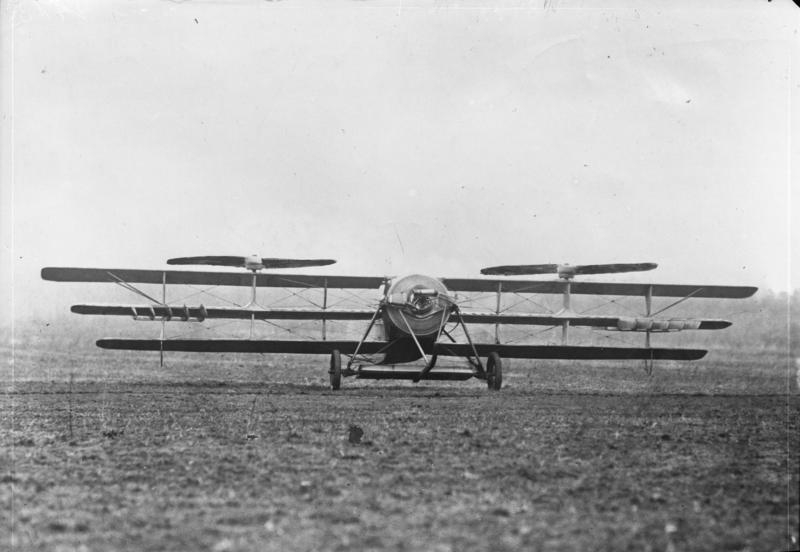
ベルリナーのヘリコプター

- 1月22日 - スウェーデン最初の女性パイロット、エルザ・アンデルソンがパラシュートのスタントに失敗して墜死した。
- 2月21日 - アメリカ陸軍がイタリアから購入した飛行船、ローマがヴァージニア州ノーフォークで墜落し、34人が死亡し、8人が負傷した。
- 3月13日 - ポルトガル海軍のガーゴ・コーチニョとサカドゥラ・カブラルが水上機で80日間をかけてリスボンからリオデジェネイロまでの南大西洋横断飛行を行う。
- 3月20日 - アメリカ海軍初の航空母艦、ラングレーが就航する。
- 3月21日 - 兵頭精が三等飛行機操縦士免状を取得し、日本で最初の女性パイロットとなった。
- 4月7日 - ダイムラー航空のデハビランド DH.18とグラン・エクスプレス航空のファルマンF.60ゴリアトが空中衝突[1]し、7人が死亡した。旅客機同士の最初の空中衝突死亡事故である。
- 4月16日 - ドイツとソビエトの間でラパッロ条約 (1922年)が結ばれ、ドイツは航空訓練の場をソ連から提供されることになった。
- 5月1日 - ドイツとソビエト連邦の共同の航空会社、Deruluft (Deutsche-Russische Luftverkehrs)が設立された。Deruluftは8月27日から乗客運輸を始め、1937年3月まで運航を継続した。
- 5月15日 - イギリスの航空会社、Instone Air Line がロンドンとブリュッセル間の商業飛行を開始した。Instone Air Line は1924年に他の航空会社と統合されて、インペリアル航空になる。
- 6月4日 - 日本の民間航空輸送会社、日本航空輸送研究所が設立される。
- 6月16日 - ヘンリー・ベルリナーがアメリカ陸軍にヘリコプターのデモ飛行をおこなった。
- 8月10日 - ナポリで行われたシュナイダー・トロフィー・レースでH.C. Biardの操縦したスーパーマリン シーライオンIIが234.5 km/hの記録で優勝した。
- 9月4日 - アメリカのパイロット、ジミー・ドーリットルがフロリダのPablo Beachから、カリフォルニアのロックウェル基地の間を21時間19分で飛行した。初めて大陸を1日以内で飛行した記録となった。
- 9月5日 - パラグアイの内戦で航空機同士の空中戦が戦われた。（「南米最初の空中戦」）
- 9月21日 - フランスのパイロット、ジョゼフ・サジ＝ルコワントがニューポール・ドラージュ セスキプランで341.023 km/hの速度記録をつくる。
- 10月17日 - バージル・C・グリフィン中尉が、ヴォート VE-7を操縦し空母ラングレーから発艦した。
- 10月26日 - アメリカ海軍のゴッドフリー・シャヴァリアが、空母ラングレー への着艦に成功した。
- 11月2日 - オーストラリアのカンタス航空がクイーンズランド州のチャールビル（Charleville）とクロンカリー（Cloncurry）の間の定期便の運航を開始した。
- 11月9日 - ハンガリーの航空会社、 Malert (Magyar Legiforgalmi、後のマレーヴ・ハンガリー航空)が設立された。
- 12月27日 - 日本初の航空母艦「鳳翔」完成。
- 日付不詳 - 日本の陸軍航空学校（1924年に所沢陸軍飛行学校と改名）研究部が国産戦闘機をめざして試作した、校式二型試作戦闘機が初飛行した。2機が試作されたが開発は中止された。

## 1922年に初飛行した機体の画像

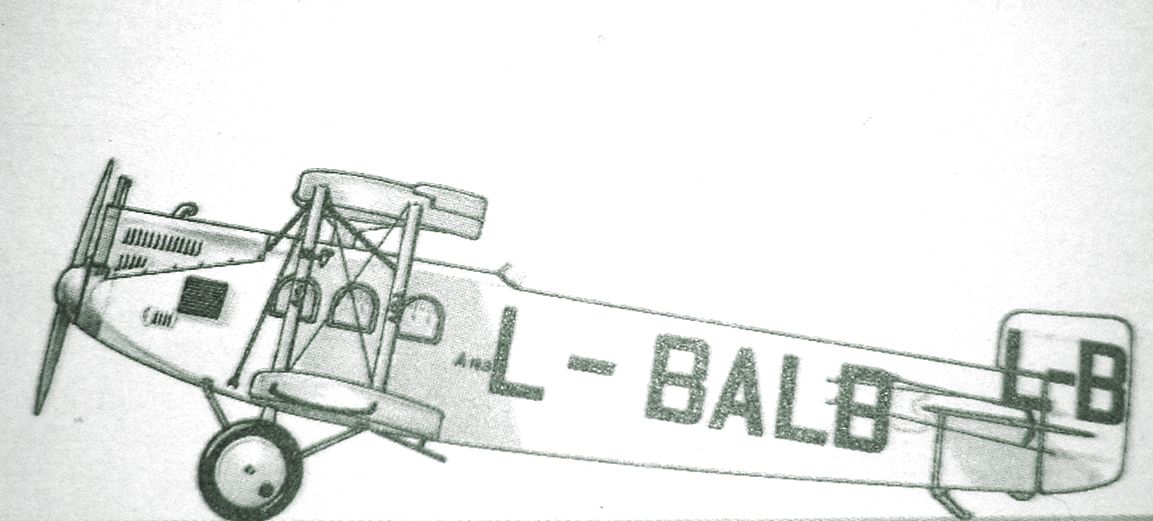
Aero A 10 （1月3日）
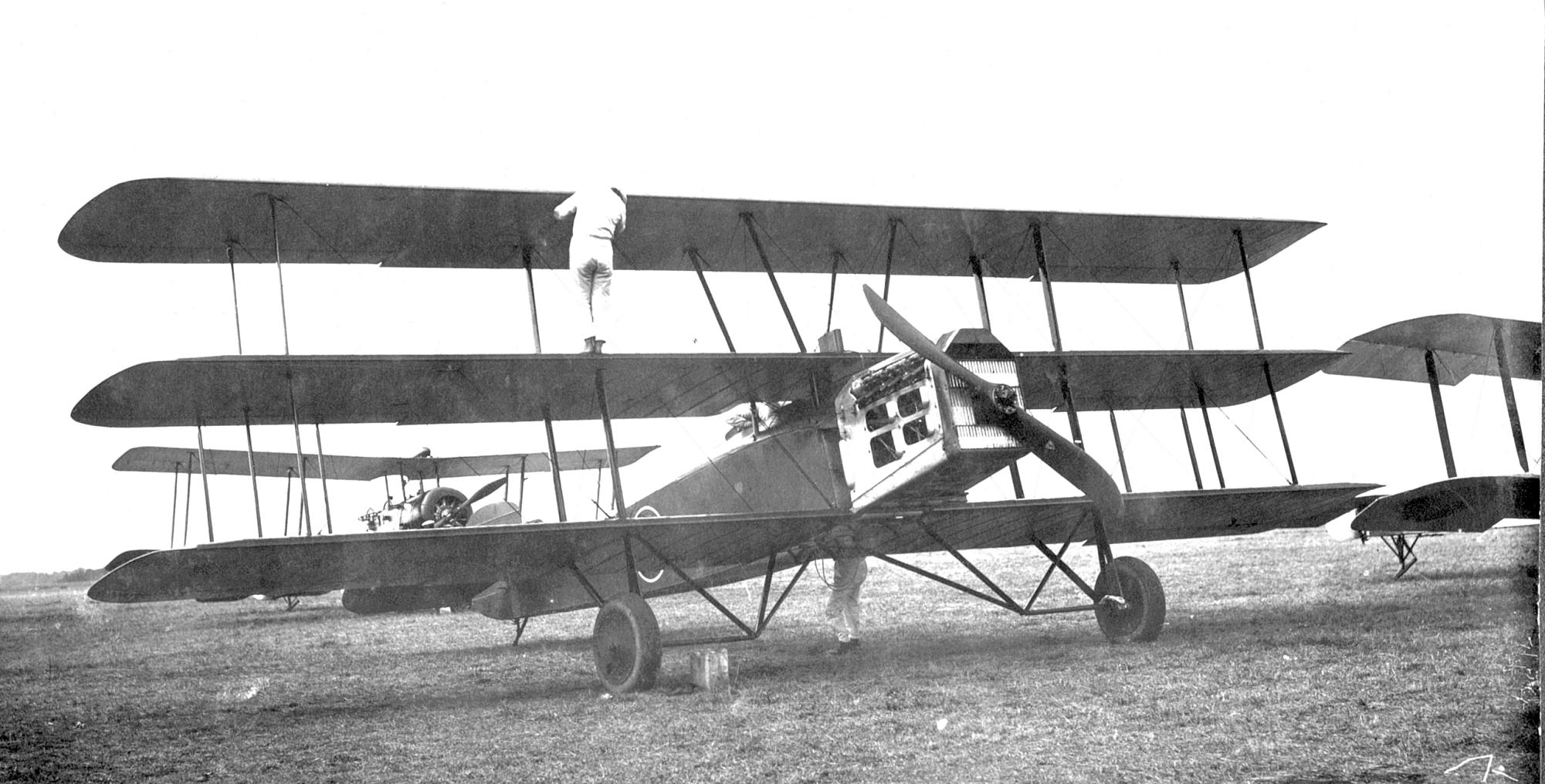
一〇式艦上雷撃機 （8月）
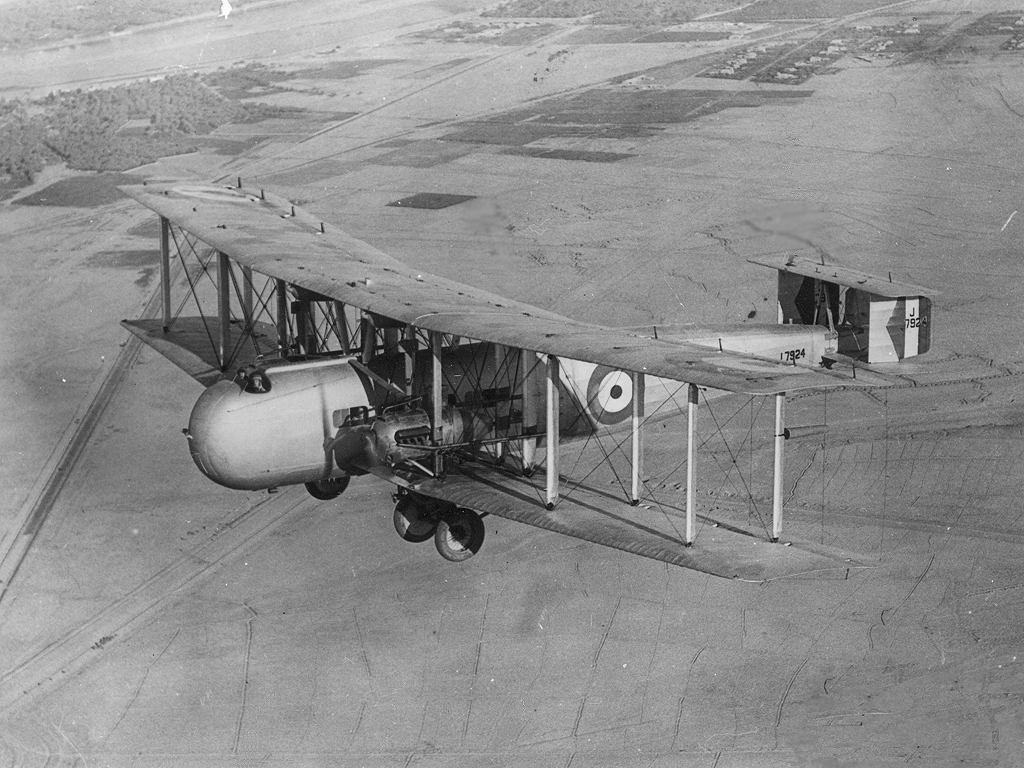
ヴィッカース ヴィクトリア （8月22日）
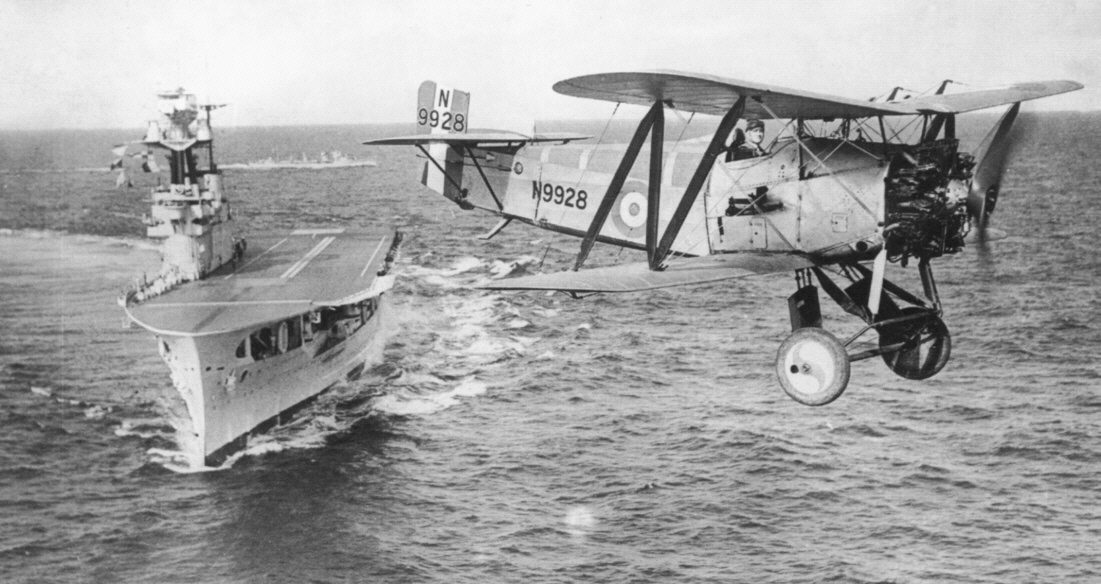
フェアリー フライキャッチャー （11月28日）

## 航空に関する賞の受賞者
- フランス飛行クラブ大賞（Grande Médaille de l'Aéro-Club de France ）：クレマン・アデール (Clément Ader)